# Chimá
Chimá es un municipio de Colombia, situado en la parte noroccidental del departamento de Córdoba. Tiene siete corregimientos y nueve veredas, además su territorio está bañado por las aguas de la ciénaga grande del bajo Sinú.

## Toponimia
El nombre Chimá significa "Tierra Bonita".

## División Político-Administrativa
Además de su Cabecera municipal. Chimá tiene bajo su jurisdicción los siguientes Centros poblados:
- Arache: Este centro poblado tiene aproximadamente 2900 habitantes.
- Campo Bello: Tiene aproximadamente 599 habitantes

- Carolina: Este centro poblado tiene aproximadamente 1.765 habitante. Rodeada por el paso de la ciénaga grande del bajo sinu y el caño Bugre.
- Corozalito: Tiene aproximadamente 1.747 habitantes
- Pimental: La población total de este centro poblado oscila entre los 1.407 habitantes
- Punta Verde: este centro poblado tiene aproximadamente 900 habitantes, basa su economía en una alta producción agrícola y ganadera.
- Sabanacosta: Tiene aproximadamente 881 pobladores.
- Sitio Viejo: está conformado por una población de 1581 habitantes.

### Veredas
Además de las siguientes veredas son: Bellavista, Boca de Catabre, Brillante, Buenos Aires, Burro Muerto,  El Cerro,  Guayacán, La Campanera, Malembá, Molón, Rosa Vieja, Sabanal, Santero, Santo Domingo, Tambor y Veinte de Julio.

## Geografía
Su geografía cuenta con numerosos arroyos entre los que están: San José, Cisne, Mocha, Arroyo Grande, Guayacán, Sabanero, La Olla, El Pital, El islote y Los Palmitos, y ciénagas como: Maíz, La Barranca, Las Lamas, las Castañuelas y Caimán.
Chimá limita al sur con San Pelayo, Ciénaga de Oro y Cotorra, al norte con Momil, al oriente con San Andrés de Sotavento y al occidente con Lorica. Su territorio tiene una extensión total de 33.668 km². Con una temperatura promedio de 28 °C, este municipio queda aproximadamente a 93 kilómetros de Montería, que es la capital del departamento de Córdoba.

## Historia
Inicialmente gran parte de los terrenos que actualmente conforman el municipio de Chimá eran una encomienda; luego el pueblo fue organizado por Bartolomé Campuzano, quien le dio el nombre de San Pedro Apóstol de Pinchorroy, después, en el año de 1740, Juan de Torrezal Díaz Pimienta organizó el pueblo denominándolo San Emigdio de Chimá, hasta que finalmente el 14 de enero del año de 1777, este municipio fue fundado por Antonio de la Torre y Miranda. 
Chimá inicialmente pertenecía al departamento de Bolívar, pero pasó a ser parte de Córdoba, cuando este se constituyó formalmente como departamento. Chimá, se estableció como municipio el 18 de diciembre de 1951.

## Economía
La economía de este municipio está basada en la agricultura, principalmente en la zona sur del municipio de Chimá; conformada por los corregimientos de Punta Verde, Carolina y Pimental, aunque otras actividades como la ganadería, la porcicultura, avicultura y la pesca conforman parte importante del modo de subsistencia de esta población.

### Agricultura
La actividad económica más importante del municipio es la agricultura; se cosecha arroz secano, maíz tradicional, maíz mecanizado, patillas, sorgo, sésamo, algodón y yuca. La mayor parte de la población chimalera vive de la agricultura y el jornaleo.

### Ganadería
El ganado bovino es el que tiene mayor importancia en la economía de esta región, debido a la ciénaga grande que otorga pastos naturales y agua permanente para contrarrestar las altas temperaturas que se presentan en la zona.

### Porcicultura y avicultura
aunque estas dos actividades se presentan en menor escala y con tecnología poco avanzada, en Chimá la economía también está marcada por la porcicultura y la avicultura.
arroyos y ciénagas que recorren esta región, un gran número de familias chimaleras subsisten por medio de esta actividad.

## Vías de acceso
A Chimá se puede acceder por varias vías, principalmente por la vía que comunica al municipio de Ciénaga de Oro con Chimá, la cual se encuentra totalmente pavimentada con material concreto rígido, igualmente se puede ingresar por la vía troncal de occidente en donde se encuentra la carretera del bajo Sinú, que es la que comunica a la vía Chimá – Lorica – Coveñas. La vía para ingresar al municipio se encuentra en un estado regular y existen otras formas de llegar por medio de carreteras destapadas o veredales que en invierno son de nulo tránsito como por ejemplo la vía (callejón) que comunica a chimá con la vía troncal del occidente por la vereda la laguna, y la vía (callejón) que comunica al municipio de San Andrés de Sotavento, por la calle chimá, hasta el municipio de Chimá. La única forma de acceder es por vía terrestre.

## Himno
Bajo la musicalización de Enio Mogollon Montoya y la interpretación de Albeiro Pérez. La letra del himno chimalero expresa las características propias de esta zona de la sabana cordobés. 
| I A orillas de la ciénaga Grande del Sinú. Queda un pueblito que no podré olvidar. Y fue un catorce de enero que De La Torre y Miranda. Lo ilumino el Dios del cielo y a él lo pudo fundar. Ocho leguas río arriba un asentamiento indígena. Al cual le dio el nombre de Chimá. II Surgieron corregimientos situados de norte a sur. Desde la cabecera Municipal. Sitio Viejo y Arache también corozalito, Carolina, Punta Verde y Pimental. Y al este Campo Bello- veredas y caseríos. Los cuales conforman la zona rural. Coro ¡Y es mi Chimá - tierra bonita! En lengua indígena – su nombre significa. ¡Y es mi Chimá - tierra bonita! En lengua indígena – su nombre significa. ¡Y es mi Chimá – pueblo inmortal! Como es su hijo Domingo Vidal (Bis). |  | III Y Tofeme es la cima que se observa en su esplendor Como templo santo del indio Zenú Desde su cumbre se contempla la hermosa naturaleza Y el verde de las praderas del Sinú. Se divisa el Aguas Prietas, flora y fauna de mi tierra Y Dios en el cielo que es la luz. IV La olla de barro y tus mujeres te engalanan con virtud Su figura y belleza en plenitud Pergaminos y leyendas en tu seno se han guardado Una batalla en tu plaza, es la lucha entre las razas En defensa de los ideales y el valor de los mortales Luchó el indio, el colono y también el esclavo. Coro... |  | V De sus entrañas nacemos gente con ganas ¡si señor! De rendirle por siempre culto al honor Porque gracias a tu paz Virgiliana día a día Disfrutamos de esta tierra con fervor Un idilio de paz que el universo entero aclama. Ese es mi pueblo; un refugio de amor. VI Estando lejos yo te extraño y añoro de verdad Como tu hijo madre no puedo olvidar. Tus fiestas y comidas – como la panocha e 'coco. El dulce de tus patillas y el sabor del Bocachico. En el día de San Emigdio –las carreras a caballo Y el dos de marzo las riñas de gallos. Coro... |  |  |

## Servicios públicos
- Energía Eléctrica: Afinia, del grupo EPM, es la empresa prestadora del servicio de energía eléctrica.
- Gas Natural: Surtigas es la empresa distribuidora y comercializadora de gas natural en el municipio.